# Better (chanson de Zayn)
Singles de Zayn Malik
Flames
(2019) Vibez
(2021)
Better est la chanson du chanteur britannique Zayn Malik, sortie le 25 septembre 2020, apparaissant sur l'album Nobody Is Listening et publiée sous le label RCA Records. 

## Certifications
| Pays   | Certification | Unité  | Référence |
| ------ | ------------- | ------ | --------- |
| Brésil | Or            | 20 000 | [ 1 ]     |